# HNZ Group
HNZ Group Inc, anciennement Canadian Helicopters Limited,  était la société mère de Helicopters (NZ) et de Canadian Helicopters. Ces deux compagnies offraient des services d'hélicoptères.
Au total, la société exploitait 140 hélicoptères pour le compte de sociétés multinationales et d'organismes gouvernementaux, notamment dans les domaines suivants : pétrole et gaz à terre et en mer, industrie minière, soutien militaire, hydroélectricité et services publics, gestion des forêts, construction, services médicaux aériens et recherche et sauvetage.  
En plus des services d'affrètement, la société offraient des services de formation au vol, de réparation et d'entretien à partir de 43 bases situées au Canada, en Australie, en Nouvelle-Zélande, en Afghanistan, aux États-Unis, en Antarctique et en Asie du Sud-Est.
HNZ Group a été racheté en 2017 par Petroleum Helicopters International (en).

## Histoire
Jusqu'en novembre 2000, Canadian Helicopters était la branche d'exploitation canadienne de Canadian Helicopters International, une filiale à part entière de CHC Helicopter (en). En 2000, Canadian Helicopters International a conclu un accord avec le Fonds de solidarité FTQ et la direction de ses deux divisions canadiennes, Canadian Helicopters Eastern et Canadian Helicopters Western, pour la vente d'une participation dans les actifs de ces divisions dans le cadre d'un rachat de l'entreprise par les cadres. En conséquence, la haute direction et le Fonds de solidarité FTQ ont acquis respectivement 10 % et 45 % des parts de Canadian Helicopters, tandis que CHC Helicopter conservait une participation de 45 %. Le rachat par la direction a été achevé en novembre 2000, date à laquelle l'équipe de direction a intégré les activités de l'est et de l'ouest pour former Canadian Helicopters Limited.
La société a été introduite en bourse en 2005, date à laquelle CHC Helicopter s'est départie de sa participation et n'a plus détenu de participation dans la société.
En 2011, Canadian Helicopters Limited a acheté Helicopters New Zealand (HNZ) pour 154 millions $ NZ (environ 93 millions $ US), et en 2012 a changé le nom de la société combinée en HNZ Group Inc.
HNZ Group a été racheté en 2017 par Petroleum Helicopters International (en),,.